# Giuseppe Giusti
Pour les articles homonymes, voir Giusti (patronyme).
Giuseppe Giusti  (né le 12 mai 1809 à Monsummano Terme, dans la province de Pistoia, en Toscane et mort à Florence le 30 mars 1850) est un écrivain italien  de la première moitié du XIXe siècle.

## Biographie
Professeur à Pise, il occupe ensuite diverses charges importantes à Florence où il est attaché au parti libéral. Il écrit alors des satires politiques qui obtiennent un grand succès dans l'ensemble de l'Italie et qui circulèrent de main en main avant d'être imprimées clandestinement.
Dans ses écrits, où il est influencé notamment par Alessandro Manzoni, il encourage la lutte contre l'Autriche à travers des poésies satiriques.
On lui doit aussi des poésies populaires qui l'on fait considéré par ses compatriotes comme le rival de Béranger.

## Œuvres
- Versi editi ed inediti, 1852
- Raccolta di proverbi toscani, con illustrazioni, ricavata dai manoscritti di Giuseppe Giusti, ed ora ampliata ed ordinata, Firenze, 1853.
- Giuseppe Giusti, Cronaca dei fatti di Toscana (1845-1849), Ristampa anastatica dell'edizione Le Monnier, Firenze, 1948 a cura di Pietro Pancrazi.
- Giuseppe Giusti, Gingillino, a cura di Giampiero Giampieri, Luigi Angeli, Pistoia, Editrice C.R.T., 2000.
- Giuseppe Giusti, Poesie scelte, a cura di Abele Saba, Milano, IL giardino di Esculapio, 1960.
- Poesie di Giuseppe Giusti illustrate da Adolfo Matarelli e commentate dal Prof. Giulio Cappi, Firenze, Nerbini, 1924.
- F. Martini (a cura di), Tutti gli scritti editi e inediti di Giuseppe Giusti, Firenze, Barbera, 1924.
- Epistolario di Giuseppe Giusti, raccolto ordinato e annotato da Ferdinando Martini. Con XXI appendici illustrative. Nuova edizione con l'aggiunta di sessantadue lettere e di altre due appendici, Felice Le Monnier, 1932, vol. I-V.
- M. Parenti, Bibliografia delle opere di Giuseppe Giusti, Firenze, Sansoni, 1951-52.
- Nunzio Sabbatucci, Opere di Giuseppe Giusti, nella collana Classici italiani, Unione Tip.-Ed. Torinese, Torino 1976.
- M.A. Balducci, La morte di re Carnevale, Firenze, Le Lettere, 1989.
- M. Bossi, M. Branca (a cura di), Giuseppe Giusti. Il tempo e i luoghi, Firenze, Olschki, 1999.
- L. Angeli (a cura di),Giuseppe Giusti. Lettere familiari edite e inedite, Bandecchi & Vivaldi, Pontedera, 2001.
- I. Rivalta, La poetica di Giuseppe Giusti, tesi di laurea in letteratura italiana, anno accademico 2000/2001.
- L. Angeli, Lo 'sbirro' Giuseppe Giusti senior, in Nebulae, no 21, 2002.
- R. Diolaiuti, Giuseppe Giusti e la genesi del federalismo toscano, Firenze, Le Lettere, 2004.
- L. Angeli, E. Carfora, G. Giampieri, Giuseppe Giusti. E trassi dallo sdegno il mesto riso , Pistoia, Settegiorni Editore, 2010.
- A. Carrannante, La 'sanità' toscana:Giuseppe Giusti e Michele Amari, in Otto/Novecento, mai/août 2010, p. 37–44.